# Gene Cornish
Gene Cornish (Ottawa, 14 de mayo de 1944) es un guitarrista y armonicista canadiense-estadounidense. Es uno de los miembros originales de la popular banda de blue-eyed soul de los años 1960 The Rascals. De 1965 a 1970, la banda grabó ocho álbumes y tuvo trece sencillos que llegaron a la lista de los 40 principales de Billboard. En 1997, como miembro fundador de The Rascals, Cornish fue incluido en el Salón de la Fama del Rock and Roll.

## Primeros años
Al principio de su vida, Cornish y su madre se trasladaron de Ontario a Rochester, Nueva York. Desde muy joven se convirtió en un talentoso guitarrista y armonicista. En sus últimos años de adolescencia (a principios de la década de 1960) recorrió los clubes y bares locales de su zona y trabajó con varias bandas (incluso actuando como solista en alguna ocasión).

## Carrera
En 1962, Gene Cornish con The Gene Cornish Nobles lanzó "Winner Take All" junto con "Since I Lost You" en Vassar 319. Como los compositores de esta última, "R. Cornish - G. Cornish" está impreso en la etiqueta de la cara B. Estaba bien hecha a la manera del doo-wop blanco (con arreglos de Lew Douglas).
Cornish se convirtió en miembro de Joey Dee and the Starliters en 1964. Durante ese periodo, conoció al vocalista Eddie Brigati y al teclista Felix Cavaliere (también miembros de los Starliters). Gene lideró su propio grupo (The Unbeatables) durante este periodo y tenían un sonido ligado a la influencia del pop/rock de principios de los 60. El nombre del grupo era un juego de palabras con el de The Beatles y se hizo un poco de ruido en 1964 con su lanzamiento del sencillo "I Wanna Be a Beatle".
A finales de 1964, Brigati, Cavaliere y Cornish se unieron al baterista Dino Danelli para formar un grupo que se conoció como The Young Rascals. Empezaron a actuar oficialmente en febrero de 1965 y, antes de que terminara el año, lanzaron su primer sencillo en las listas de éxitos. Rápidamente se convirtieron en uno de los grupos más importantes del rock-n-roll. Brigati dejó la banda en 1970 y Cornish la siguió en 1971. Pasó a formar el grupo Bulldog y, cuando éste se disolvió, se unió al batería de los Rascals, Danelli, para formar el grupo Fotomaker. Tras la disolución del grupo, Cornish se unió al grupo G.C. Dangerous. Cornish también se adentró en la producción cuando (junto con Danelli) produjo el primer álbum en directo del grupo April Wine en 1974, y el álbum "Stand Back" en 1975.
En 1988, se reunió con Danelli y Cavaliere en una gira de reunión de The Rascals (Brigati no participó). La gira se canceló después de un corto período de cuatro meses. A continuación, Cornish se unió a Danelli para formar "The New Rascals", con Gene Cornish y Dino Danelli, y en 2005 con Bill Pascali, de Vanilla Fudge, y Charlie Souza, antiguo miembro de Tom Petty's Mudcrutch.
En 1997, los miembros de The Rascals fueron incluidos en el Salón de la Fama del Rock-n-Roll. Ese mismo año, Cornish publicó un álbum titulado "Live at Palisades Amusement Park". En él presentaba sus grabaciones anteriores a los Rascals, incluyendo "I Wanna Be a Beatle", "Rockin' Robin", "Peanuts", "What'd I Say", "You're Gonna Cry Someday" e incluso "I Love Paris" de Cole Porter. Cornish (junto con Danelli) sigue de gira con "The New Rascals".
El 24 de abril de 2010, los cuatro miembros de The Rascals se reunieron para la gala benéfica de Kristen Ann Carr, que se celebró en el Tribeca Grill de Nueva York. Tocaron un set de más de una hora de duración con varios de sus principales éxitos de la década de 1960.
Se reunió con sus compañeros de banda cuando The Rascals apareció en el Capital Theater de Port Chester, Nueva York, para seis espectáculos en diciembre de 2012 y para quince fechas en el Richard Rogers Theatre de Broadway (del 15 de abril al 5 de mayo de 2013). Su producción, titulada "Once Upon A Dream", estuvo de gira por Norteamérica (Toronto, Los Ángeles, Phoenix, Chicago, Detroit, Rochester y Nueva York). Fue producida por Steven Van Zandt y su esposa Maureen, fans de los Rascals desde hace mucho tiempo.
Actualmente Cornish está de gira en un grupo llamado Felix Cavaliere & Gene Cornish's Rascals, que también cuenta con el baterista Carmine Appice.
El viernes 7 de septiembre de 2018, Cornish se desmayó en el escenario del Alberta Bair Theater en Billings, MT, cuando la banda comenzó a interpretar su primera canción de la noche.
Cornish ha sido residente de North Bergen, Nueva Jersey.